# Iamb
Iambul este un picior de vers compus din două silabe, dintre care, în prozodia antică, prima este scurtă și a doua lungă, iar în prozodia modernă, prima este neaccentuată, iar cea de-a doua accentuată. Exemplu: „A fost o da-tă ca-n po-vești”.